# Andrés Guardado
José Andrés Guardado Hernández (nascut el 28 de setembre del 1986 a Guadalajara, Jalisco) és un futbolista mexicà que juga al León. És internacional amb la selecció mexicana.
Entre d'altres clubs ha defensat els colors de Deportivo de La Coruña, València CF, Bayer Leverkusen, PSV i Reial Betis.